# Damnov
Damnov je vesnice, část města Bor v okrese Tachov v Plzeňském kraji. Nachází se asi 8,5 kilometru severně od Boru. Damnov je také název katastrálního území o rozloze 9,49 km².

## Historie
První písemná zmínka o vesnici pochází z roku 1239.

## Obyvatelstvo
| Rok            | 1869 | 1880 | 1890 | 1900 | 1910 | 1921 | 1930 | 1950 | 1961 | 1970 | 1980 | 1991 | 2001 | 2011 | 2021 |
| -------------- | ---- | ---- | ---- | ---- | ---- | ---- | ---- | ---- | ---- | ---- | ---- | ---- | ---- | ---- | ---- |
| Počet obyvatel | 365  | 402  | 439  | 414  | 438  | 459  | 374  | 233  | 230  | 194  | 197  | 179  | 173  | 183  | 187  |
| Počet domů     | 54   | 61   | 67   | 71   | 72   | 74   | 79   | 73   | 69   | 45   | 49   | 50   | 54   | 68   | 68   |

## Obecní správa
Při sčítání lidu v letech 1850–1979 Damnov byl samostatnou obcí, se kterým patřil nejprve do okresu Planá, ale od roku 1950 v okrese Tachov. Od 1. ledna 1980 je částí města Bor v okrese Tachov. V letech 1850–1879 k obci patřila Lhota, v letech 1850–1879 a v letech 1961–1979 Bezděkov a v letech 1850–1930 a v letech 1961–1979 také Velká Ves.

## Pamětihodnosti
- Kostel svatého Martina[8]